# Macrostylis setulosa
Macrostylis setulosa is een pissebed uit de familie Macrostylidae. De wetenschappelijke naam van de soort is voor het eerst geldig gepubliceerd in 1992 door Mezhov.